# Rezervația de bujori de stepă Zau de Câmpie
Rezervația de bujori Zau de Câmpie este o arie protejată de interes național ce corespunde categoriei a IV-a IUCN (rezervație naturală de tip botanic), situată în Transilvania, pe teritoriul județului Mureș

## Localizare
Aria naturală se află în extremitatea vestică a județului Mureș (aproape de limita de graniță cu județul Cluj, în bazinul hidrografic al Pârâului de Câmpie), pe teritoriul administrativ al comunelor  Zau de Câmpie și Valea Largă, în partea centrală a Depresiunii colinare a Transilvaniei.

## Descriere
Rezervația naturală a fost declarată arie protejată prin Legea Nr.5 din 6 martie 2000, publicată în Monitorul Oficial al României, Nr.152 din 12 aprilie 2000 (privind aprobarea Planului de amenajare a teritoriului național - Secțiunea a III-a - zone protejate) și are ca scop protejarea bujorului de stepă, o specie floristică ce aparține familiei Paeoniaceae.
Aria protejată cu o suprafață de 3,49 ha, este inclusă în situl de importanță comunitară - Zau de Câmpie și reprezintă o fâneață formată din două parcele, încadrată în bioregiunea continentală a Transilvaniei.

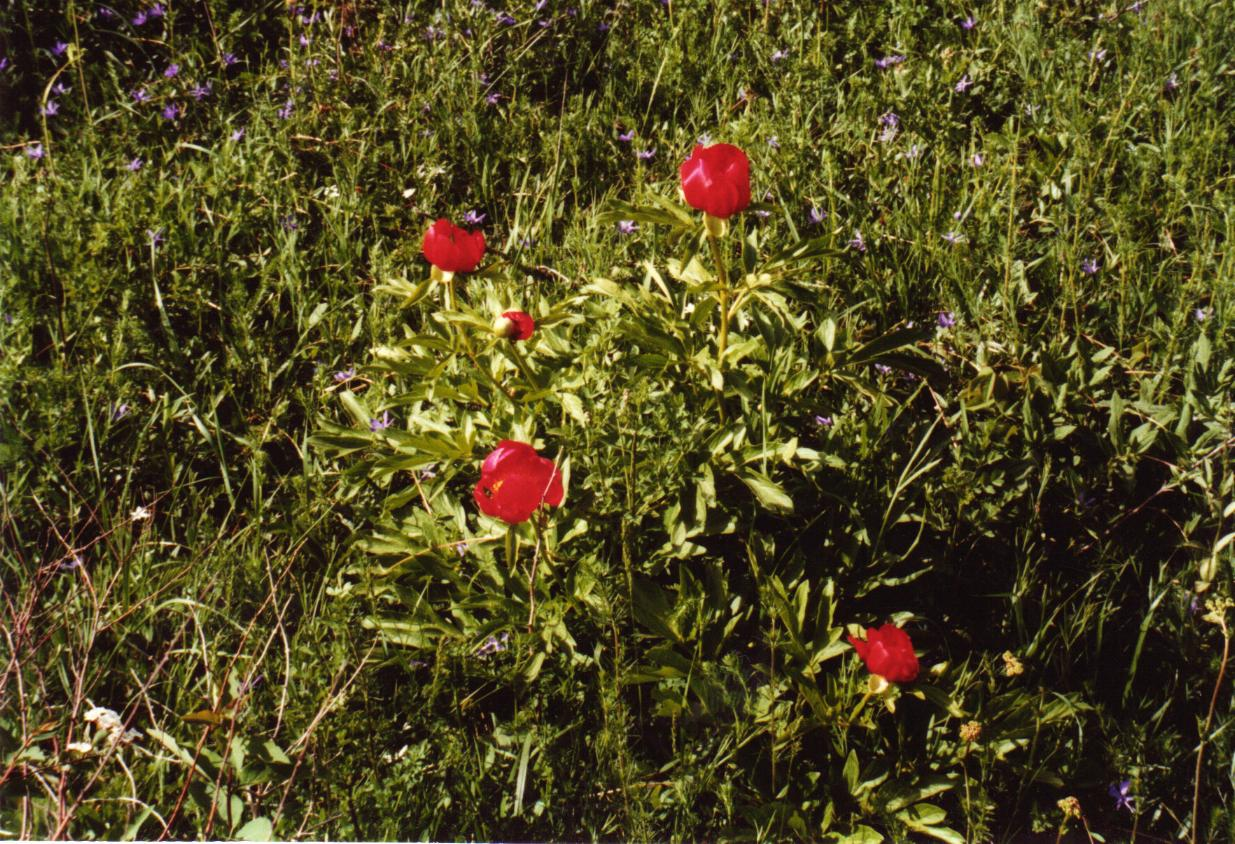
bujor de stepă (Paeonia tenuifolia)

În arealul rezervației vegetează peste 350 de specii de plante rare, printre care unele endemice pentru acesată zonă sau protejate prin Directiva Consiliului Europei 92/43/CEE din 21 mai 1992 (privind conservarea habitatelor naturale și a speciilor de faună și floră sălbatică).
Specii floristice semnalate în arealul rezervației: bujor de stepă (Paeonia tenuifolia), capul-șarpelui (Echium russicum), târtan (Crambe tataria), stânjenelul galben (Iris humulis ssp. arenaria), stânjenelul sălbatic (Iris aphylla ssp. hungarica și Asyneuma canescens), cățușnică (Nepeta ucrainica), zăvăcustă (Astragalus dasyanthus), sipică (Cephalaria transylvanica), frăsinel (Dictamnus albus), lalea pestriță (Fritillaria orientalis), trânji (Neottia nidus-avis), ghiocel (Galanthus nivalis), untul vacii (Orchis morio), salvie (Salvia transsylvanica) sau Waldsteinia geoides - o specie din familia Rosaceae.

## Căi de acces
- Drumul județean DJ151, pe ruta Luduș - Roșiori - Tăureni - Zau de Câmpie - drumul județean DJ151C în direcția Valea Largă.

## Monumente și atracții turistice
În vecinătatea rezervației naturale se află câteva obiective de interes istoric, cultural și turistic; astfel:

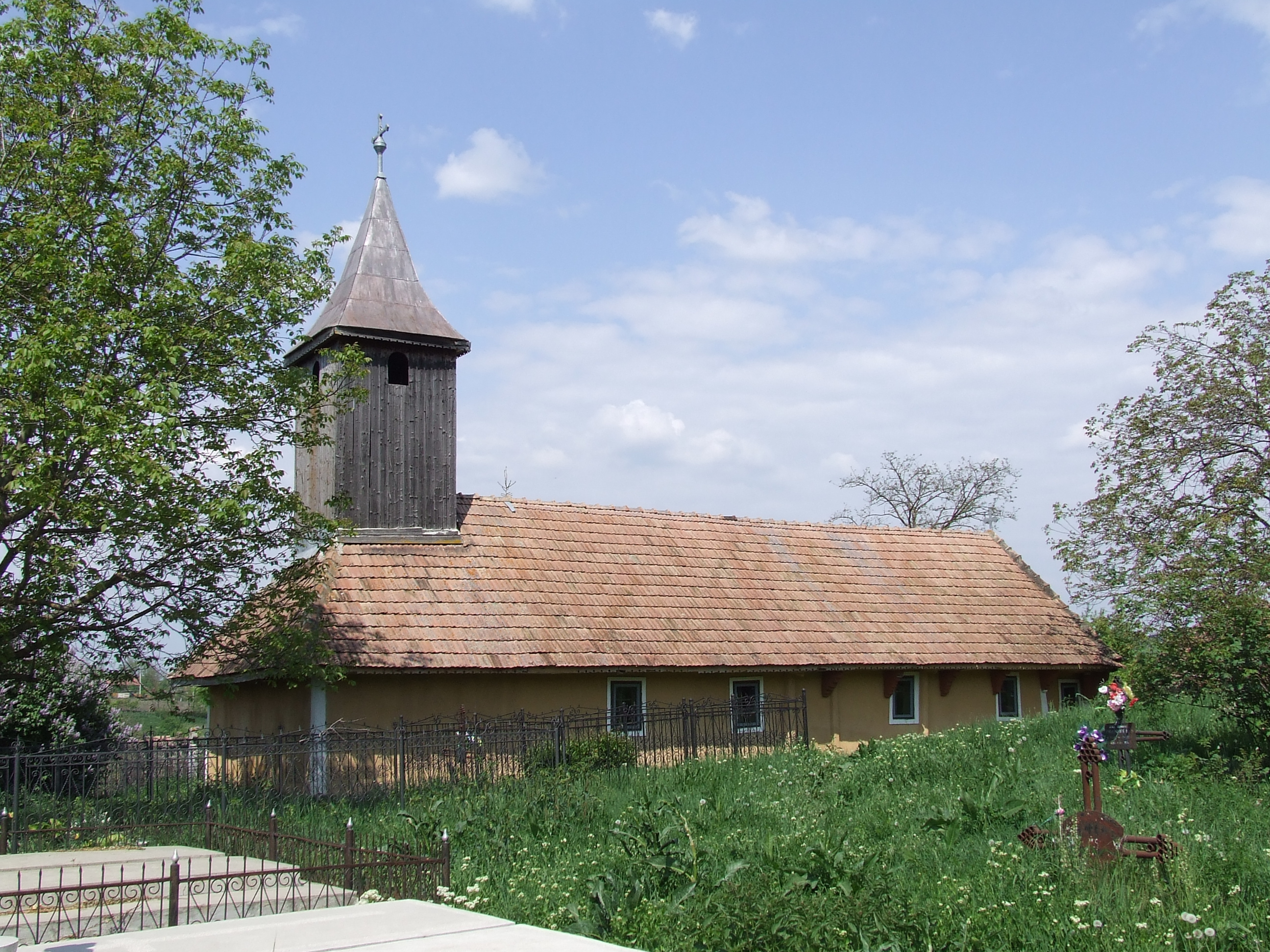
Biserica "Adormirea Maicii Domnului" din Valea Largă

- Biserica de lemn "Adormirea Maicii Domnului" din Valea Largă construită în secolul al XVII-lea.
- Biserica reformată din Zau de Câmpie construită în anul 1883.
- Ansamblul castelului Ugron (castelul și parcul dendrologic), construcție 1911, monument istoric (cod LMI MS-II-a-A-16073).
- Așezarea de la Zau de Câmpie (sec. II - III, sec. VI - VII p. Chr.).
- Necropola din satul Valea Largă datată în secolul al VII-lea.
- Zau de Câmpie, sit de importanță comunitară inclus în rețeaua ecologică europeană - Natura 2000 în România